# Neri da Rimini
Neri da Rimini (Rimini, 1270 circa – ...) è stato un miniatore e pittore italiano, documentato dal 1300 fino oltre il 1322. Neri è uno dei primi protagonisti della miniatura gotica in Italia, anche per il fatto che la sua attività è documentata da una serie di opere firmate con le relative date di realizzazione, così che è possibile seguire il percorso evolutivo dell'artista.

## Biografia

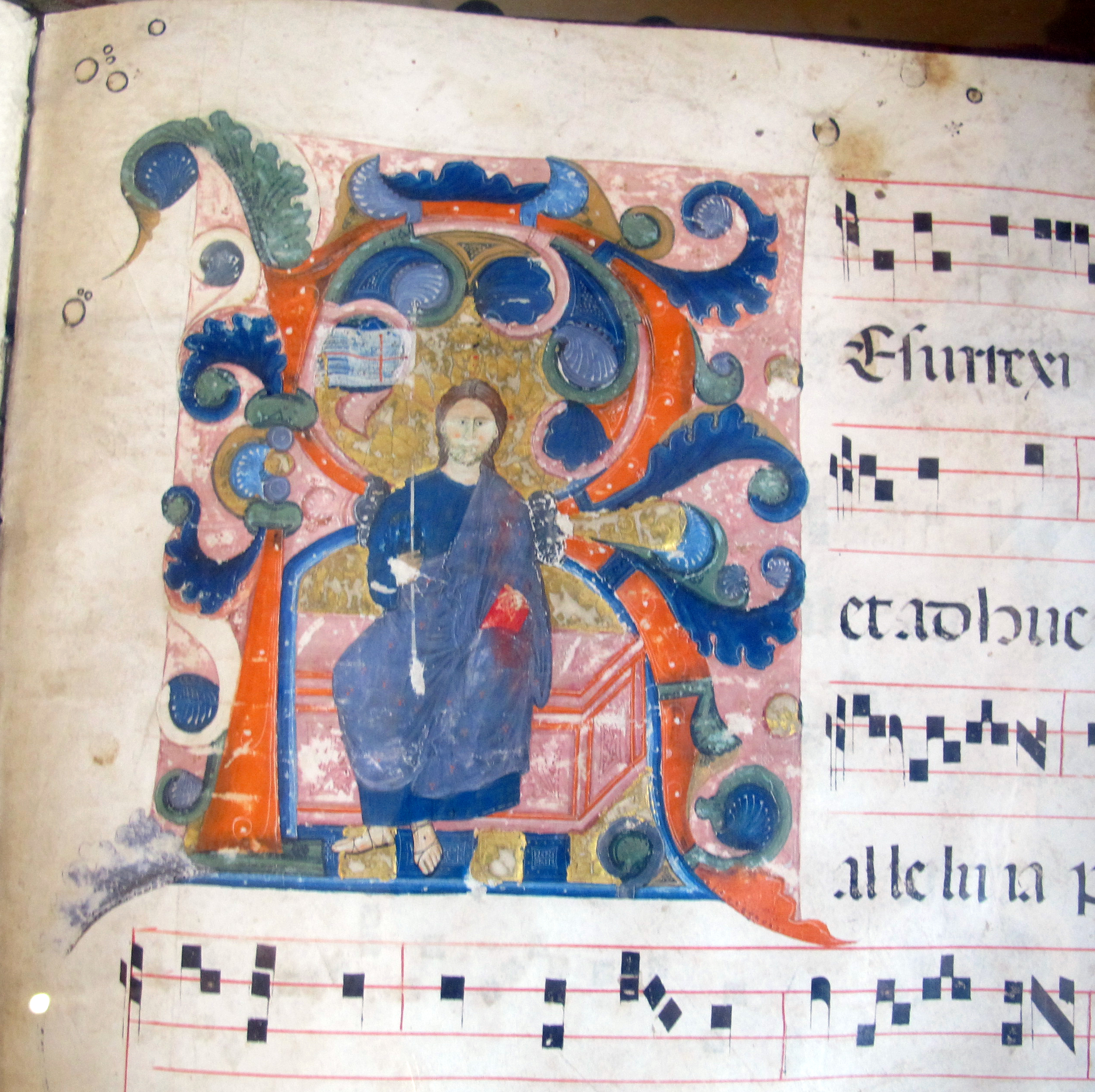
Antifonario proveniente da san Lazzaro del Terzo a Rimini, poi trasferito a san Silvestro a Larciano, ora nel Museo diocesano di San Miniato.

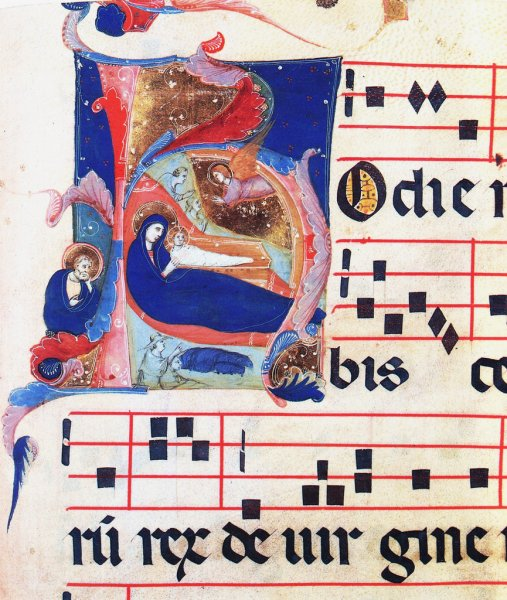
Corale del Museo Civico di Bologna.

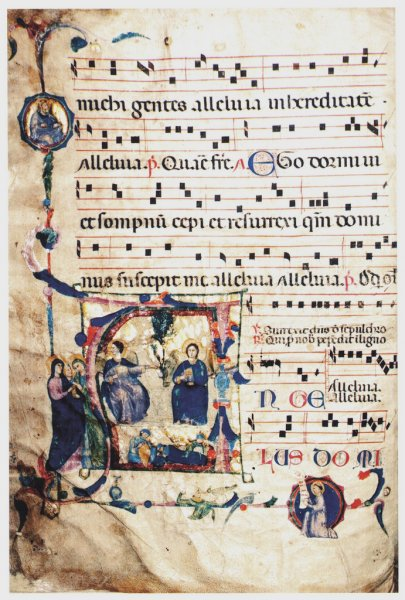
Antifonario del duomo di Faenza.

Neri nacque a Rimini o nella vicina pieve di santa Cristina; la sua formazione fu influenzata dalla vicinanza con miniatori bolognesi duecenteschi, ma ben presto, influenzato dai primi lavori dei pittori della scuola riminese, riuscì ad aggiornare le proprie opere di quel tanto che gli permise di uscire dai tradizionali schemi della miniatura locale. La sua prima opera firmata compare su un foglio sciolto di un antifonario, datato al 1300 ed ora conservato nella collezione della Fondazione Giorgio Cini di Venezia. Dallo stesso codice proveniva una seconda carta, anch'essa sottoscritta e datata, oggi perduta.
Nella fase terminale della sua carriera artistica risente alle influenze giotteste di Pietro da Rimini.
I suoi lavori più significativi, oltre a quello conservato a Venezia sono:
- antifonario del duomo di Faenza, 1310 circa;
- corale del Museo Civico di Bologna, 1314;
- commento ai Vangeli della Biblioteca Vaticana, dopo il 1320.